# ويكيبيديا الأذربيجانية
ويكيبيديا الأذربيجانية (الأذرية:Azərbaycanca Vikipediya، الأذرية الجنوبية:تورکجه ویکی‌پدیا) هي النسخة الأذرية من موسوعة ويكيبيديا، أطلقت في 2004، وفي 29 أغسطس 2011 أصبح لديها أكثر من 81,000 مقالة.

## التقدم
- 2 يونيو 2002 - إنشاء ويكيبيديا الأذربيجانية.
- 9 مارس 2007 - إنشاء المقالة رقم 5000.[1]
- 22 يوليو 2007 - إنشاء المقالة رقم 10000.[1]
- 29 يوليو 2011 - إنشاء المقالة رقم 75000 (5819 منها بالأبجدية العربية).
- 17 سبتمبر 2012 - إنشاء المقالة رقم 90000.[2]
- 25 مارس 2014 - إنشاء المقالة رقم 100000.[3]
- 10 مايو 2024 - إنشاء المقالة رقم 200,000.

## الإحصائيات
| عدد المستخدمين المسجلين | عدد المستخدمين النشيطين | عدد المقالات | صفحات المحتوى | عدد التعديلات | عدد الملفات المرفوعة | عدد الإداريين |
| ----------------------- | ----------------------- | ------------ | ------------- | ------------- | -------------------- | ------------- |
| 309٬889                 | 574                     | 204٬474      | 612٬777       | 8٬126٬353     | 14٬894               | 13            |

| عدد المستخدمين المسجلين | عدد المستخدمين النشيطين | عدد المقالات | صفحات المحتوى | عدد التعديلات | عدد الملفات المرفوعة | عدد الإداريين |
| ----------------------- | ----------------------- | ------------ | ------------- | ------------- | -------------------- | ------------- |
| 55٬731                  | 105                     | 244٬077      | 578٬863       | 1٬572٬866     | 467                  | 4             |

## معرض صور

شعار ويكيبيديا الأذرية الجنوبية
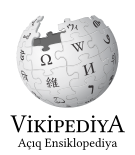
الشعار الرسمي (الأذرية الشمالية)
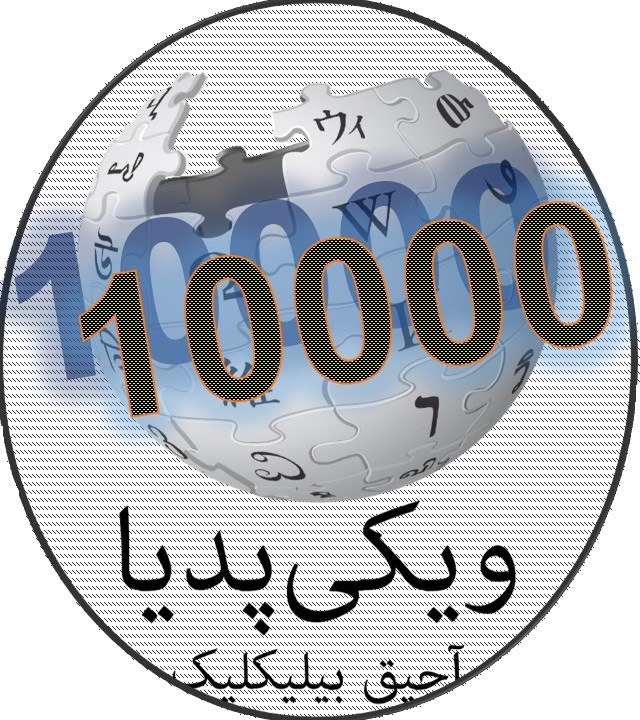
شعار مناشبة إنشاء 1000 مقالة في ويكيبيديا الأذرية الجنوبية
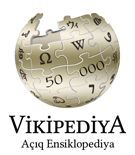
شعار مناسبة إنشاء 50000 مقالة
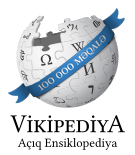
شعار مناسبة إنشاء 100000 مقالة (25 مارس 2014)
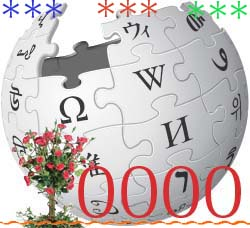
شعار مناسبة إنشاء 10000 مقالة في يكيبيديا الأذرية بالأبجدية العربية (غير رسمي)
الذكرى العاشرة لتأسس ويكيبيديا الأذرية